# Temporada 1970-71 de los Cincinnati Royals
La temporada 1970-71 fue la vigésimo tercera de los Royals en la NBA. La temporada regular acabó con 33 victorias y 49 derrotas, ocupando el sexto puesto de la Conferencia Este, no logrando clasificarse para los playoffs.

## Elecciones en elDraft
| Ronda | Puesto | Jugador        | Posición | Nacionalidad   | Universidad         |
| ----- | ------ | -------------- | -------- | -------------- | ------------------- |
| 1     | 5      | Sam Lacey      | Pívot    | Estados Unidos | New Mexico State    |
| 2     | 19     | Tiny Archibald | Base     | Estados Unidos | UTEP                |
| 3     | 39     | Greg Hyder     | Alero    | Estados Unidos | Eastern New Mexico* |

## Temporada regular
| División Central    | División Central | División Central | División Central | División Central | División Central | División Central | División Central | División Central |
| Equipo              | G                | P                | %                | PD               | Casa             | Fuera            | Neutral          | Div              |
| ------------------- | ---------------- | ---------------- | ---------------- | ---------------- | ---------------- | ---------------- | ---------------- | ---------------- |
| y-Baltimore Bullets | 42               | 40               | .512             | –                | 24–13            | 16–25            | 2–2              | 10–6             |
| x-Atlanta Hawks     | 36               | 46               | .439             | 6                | 21–20            | 14–26            | 1–0              | 9–7              |
| Cincinnati Royals   | 33               | 49               | .402             | 9                | 17–16            | 11–28            | 5–5              | 16–6             |
| Cleveland Cavaliers | 15               | 67               | .183             | 27               | 11–30            | 2–37             | 2–0              | 1–13             |

## Estadísticas
| Rk | Jugador         | Edad | P  | PT | MP   | TC  | TCI  | %TC  | TL  | TLI | %TL  | RB   | AS   | FP  | PTS  |
| -- | --------------- | ---- | -- | -- | ---- | --- | ---- | ---- | --- | --- | ---- | ---- | ---- | --- | ---- |
| 1  | Norm Van Lier   | 23   | 82 |    | 40.5 | 5.8 | 13.9 | .420 | 4.4 | 5.4 | .816 | 7.1  | 10.1 | 4.2 | 16.0 |
| 2  | Tom Van Arsdale | 27   | 82 |    | 38.4 | 9.1 | 20.0 | .456 | 4.6 | 6.4 | .721 | 6.1  | 2.2  | 3.6 | 22.9 |
| 3  | Tiny Archibald  | 22   | 82 |    | 35.0 | 5.9 | 13.4 | .444 | 4.1 | 5.4 | .757 | 3.0  | 5.5  | 2.7 | 16.0 |
| 4  | Sam Lacey       | 22   | 81 |    | 32.7 | 5.8 | 13.8 | .418 | 1.9 | 2.8 | .687 | 11.3 | 1.4  | 3.3 | 13.5 |
| 5  | Johnny Green    | 37   | 75 |    | 28.6 | 6.7 | 11.4 | .587 | 3.3 | 5.4 | .617 | 8.7  | 1.2  | 3.1 | 16.7 |
| 6  | Darrall Imhoff  | 32   | 34 |    | 24.3 | 3.5 | 7.6  | .461 | 1.1 | 2.1 | .507 | 6.9  | 2.3  | 3.5 | 8.1  |
| 7  | Connie Dierking | 34   | 1  |    | 23.0 | 3.0 | 16.0 | .188 | 0.0 | 0.0 |      | 7.0  | 1.0  | 5.0 | 6.0  |
| 8  | Fred Foster     | 24   | 1  |    | 21.0 | 3.0 | 8.0  | .375 | 1.0 | 3.0 | .333 | 4.0  | 0.0  | 2.0 | 7.0  |
| 9  | Flynn Robinson  | 29   | 71 |    | 19.3 | 5.3 | 11.5 | .458 | 2.7 | 3.2 | .855 | 2.0  | 1.9  | 2.3 | 13.3 |
| 10 | Charlie Paulk   | 24   | 68 |    | 17.8 | 4.0 | 9.4  | .430 | 1.2 | 1.9 | .603 | 4.7  | 0.4  | 2.7 | 9.2  |
| 11 | Greg Hyder      | 22   | 77 |    | 17.6 | 2.4 | 5.3  | .447 | 0.7 | 0.9 | .718 | 4.3  | 0.6  | 2.4 | 5.4  |
| 12 | Bob Arnzen      | 23   | 55 |    | 10.8 | 2.3 | 5.0  | .462 | 0.8 | 0.9 | .865 | 2.8  | 0.4  | 1.0 | 5.5  |
| 13 | Tom Black       | 29   | 16 |    | 6.3  | 0.6 | 2.1  | .303 | 0.4 | 0.9 | .400 | 2.1  | 0.1  | 1.3 | 1.6  |
| 14 | Willie Williams | 24   | 9  |    | 5.4  | 0.4 | 1.1  | .400 | 0.0 | 0.0 |      | 1.4  | 0.7  | 0.7 | 0.9  |
| 15 | Moe Barr        | 26   | 31 |    | 4.7  | 0.8 | 2.0  | .403 | 0.4 | 0.4 | .846 | 0.6  | 0.9  | 0.9 | 2.0  |

## Galardones y récords
| Jugador         | Galardón                               |
| Norm Van Lier   | 2.º Mejor quinteto defensivo de la NBA |
| Tom Van Arsdale | All-Star                               |
| Johnny Green    | All-Star                               |